# Danh sách phim TVB năm 2010
Đây là danh sách phim truyền hình của TVB phát hành năm 2010.

## Top 10 phim xếp hạng cao nhất
| Xếp hạng | Tên                 | Tên tiếng Anh               | Tên tiếng Trung    | Điểm số | Lượt xem tại Hồng Kông |
| -------- | ------------------- | --------------------------- | ------------------ | ------- | ---------------------- |
| 1        | Công chúa giá đáo   | Can't Buy Me Love           | 公主嫁到           | 35      | 2.15 triệu             |
| 2        | Nghĩa hải hào tình  | No Regrets                  | 巾幗梟雄之義海豪情 | 34      | 2.11 triệu             |
| 3        | Vụ án bí ẩn         | The Mysteries of Love       | 談情說案           | 35      | 2.04 triệu             |
| 4        | Kỳ án nhà Thanh 2   | A Pillow Case of Mystery II | 施公奇案 II        | 31      | 1.99 triệu             |
| 5        | Tình bạn thân thiết | A Watchdog's Tale           | 老友狗狗           | 31      | 1.97 triệu             |
| 6        | Ngã ba đường tình   | When Lanes Merge            | 情越雙白線         | 32      | 1.96 triệu             |
| 7        | Độc tâm thần thám   | Every Move You Make         | 讀心神探           | 32      | 1.95 triệu             |
| 8        | Hình cảnh           | Gun Metal Grey              | 刑警               | 30      | 1.92 triệu             |
| 9        | Bồ Tùng Linh        | Ghost Writer                | 蒲松齡             | 33      | 1.91 triệu             |
| 10       | Thiết mã phục thù   | A Fistful of Stances        | 鐵馬尋橋           | 32      | 1.82 triệu             |

## Dòng phim thứ nhất
| Công chiếu             | Tên                 | Tên tiếng Anh      | Số tập | Diễn viên | Điểm số tb | Thể loại | Website          |
| ---------------------- | ------------------- | ------------------ | ------ | --- | ---------- | -------- | ---------------- |
| 20/10/2008– 12/02/2010 | Tình đồng nghiệp    | Off Pedder         | 337    | Catherine Tsang, Mao Thuấn Quân, Kim Yến Linh, Lê Diệu Tường, Âu Cẩm Đường, Ivan Ho, Trần Nhân Mĩ, Trịnh Hân Nghi, Giang Hân Yến | 27         | Hài kịch | Official website |
| 15/02– 20/02           | Viên Sôcôla thần kỳ | Don Juan DeMercado | 6      | Hoàng Tông Trạch, Vương Tổ Lam, Tiểu Nghi, Từ Tử San, Cẩu Vân Tuệ, Trần Sơn Thông                                                | 24         | Tình cảm |                  |
| 22/02– 12/06           | Cây to gió lớn      | OL Supreme         | 80     | Uông Minh Thuyên, Đỗ Vấn Trạch, Hà Vận Thi, Ngô Trác Hi, Trần Sơn Thông, Cheung Kwok-keung, Mã Trại, Lữ Tuệ Nghi                 | 25         | Hài kịch | Official website |
| 14/06– 28/11           | Ngày mai tươi sáng  | Some Day           | 118    | Lý Tư Kì, Mao Thuấn Quân, Lê Diệu Tường, Vương Hi, Điền Nhị Ni, Lý Tư Tiệp, Trần Nhân Mĩ, Từ Vinh, Lưu Đan                       | 26         | Hài kịch | Official website |
| 29/11/2010– 18/03      | Văn phòng bác sĩ    | Show Me the Happy  | 80     | Quách Tấn An, Liêu Bích Nhi, Mễ Tuyết, Tần Bái, Lưu Tâm Du, Hứa Thiệu Hùng, Quách Chính Hồng                                     | 24         | Hài kịch | Official website |

## Dòng phim thứ hai
| Công chiếu        | Tên                    | Tên tiếng Anh               | Số tập | Diễn viên | Điểm số tb | Thể loại                        | Website          |
| ----------------- | ---------------------- | --------------------------- | ------ | --- | ---------- | ------------------------------- | ---------------- |
| 28/12/2009– 23/01 | Tình bạn thân thiết    | A Watchdog's Tale           | 20     | Mã Tuấn Vĩ, Chung Gia Hân, Trịnh Tắc Sĩ, Thiệu Mỹ Kỳ, Hoàng Hạo Nhiên, Đường Thi Vịnh | 31         | Hài kịch                        |                  |
| 25/01– 5/03       | Bản lĩnh Kỷ Hiểu Lam 4 | The Bronze Teeth IV         | 31     | Trương Quốc Lập, Vương Cương, Trương Thiết Lâm, Viên Lập, Dương Thiên Hoa, Liu Yi Wei | 29         | Cổ trang                        | Official website |
| 8/03– 2/04        | Những trái tim si tình | In the Eye of the Beholder  | 20     | Trần Hào, Hồ Hạnh Nhi, Hạ Vũ, Trần Pháp Lạp, Lý Tư Tiệp, Lê Nặc Ý, Diêu Tử Linh | 28         | Cổ trang, Hài kịch              | Official website |
| 5/04– 1/05        | Tình yêu ngờ vực       | Suspects in Love            | 20     | Mã Đức Chung, Trần Tuệ San, Trần Mẫn Chi, La Trọng Khiêm, Nguyễn Triệu Tường, Hoàng Trí Văn, Trần Quốc Bang, Thạch Tu, Rain Lau                                                                     | 28         | Drama                           |                  |
| 3/05– 5/06        | Tỳ vết của ngọc        | Sisters of Pearl            | 28     | Tuyên Huyên, Thương Thiên Nga, Lâm Bảo Di, Đào Đại Vũ, Đằng Lệ Danh, Trần Mĩ Thi, Trần Sơn Thông | 28         | Lịch sử                         |                  |
| 7/06– 9/07        | Ân tình hồ ly          | Ghost Writer                | 25     | Mã Tuấn Vỹ, Trần Cẩm Hồng, Chung Gia Hân, Trần Pháp Lạp | 30         | Cổ trang, Phiêu lưu             |                  |
| 12/07– 6/08       | Kỳ án nhà Thanh 2      | A Pillow Case of Mystery II | 21     | Âu Dương Chấn Hoa, Tuyên Huyên, Lý Tư Tiệp, Đường Ninh, Trần Sơn Thông | 31         | Cổ trang, Giả tưởng, Trinh thám | Official website |
| 9/08– 17/09       | Đường đời thử thách    | Growing Through Life        | 30     | Tommy Leung, Lưu Tùng Nhân, Lâm Phong, Hoàng Tông Trạch, Diệp Đồng, Zhao Ziqi, Lương Tĩnh Kỳ, Lâm Gia Hoa, Lui Yau-wai, Vionn Song, Trần-Trận Quốc Bang, Dương Tú Huệ, Cheung Kwok-keung, Chu Mễ Mễ | 26         | Drama                           | Official website |
| 20/09– 15/10      | Ngược dòng nghịch cảnh | The Comeback Clan           | 20     | Hạ Vũ, Hứa Thiệu Hùng, Thương Thiên Nga, Ngũ Vịnh Vi, Trần Kiện Phong, Ngao Gia Niên, Dương Tư Kỳ, Đường Thi Vịnh                                                                                   | 26         | Drama                           | Official website |
| 18/10– 28/11      | Nghĩa hải hào tình     | No Regrets                  | 32     | Đặng Tụy Văn, Lê Diệu Tường, Hoàng Hạo Nhiên, Trần Pháp Lạp, Huệ Anh Hồng, Nhạc Hoa, Tuyết Tâm, Ngao Gia Niên, Hồ Định Hân, Mạch Trường Thanh                                                       | 33         | Lịch sử                         | Official website |
| 29/11– 24/12      | Những vụ án kỳ lạ      | Twilight Investigation      | 20     | Vương Hi, Chung Gia Hân, Hoàng Hạo Nhiên, Lý Tư Tiệp, Trần-Trận Quốc Bang, Chu Tuệ Mẫn, Uyển Quỳnh Đan, Thạch Tu                                                                                    | 28         | Hài kịch, Trinh thám            |                  |
| 27/12– 21/01/2011 | Đoàn binh gia đình     | Home Troopers               | 20     | Uông Minh Thuyên, Hạ Vũ, Trịnh Gia Dĩnh, Liêu Bích Nhi, Cẩu Vân Tuệ, Tào Vĩnh Liêm, Vương Hạo Tín, Hoàng Trí Văn, Thang Doanh Doanh                                                                 | 27         | Drama                           |                  |

## Dòng phim thứ ba
| Công chiếu       | Tên                  | Tên tiếng Anh          | Số tập | Diễn viên | Điểm số tb | Thể loại                | Website                                                               |
| ---------------- | -------------------- | ---------------------- | ------ | --- | ---------- | ----------------------- | --------------------------------------------------------------------- |
| 14/12/2009– 8/01 | Trò chơi sắc đẹp     | The Beauty of the Game | 20     | Từ Tử San, Ngũ Vịnh Vi, Tào Vĩnh Liêm, Trần Mẫn Chi, Lê Nặc Ý, Uyển Quỳnh Đan, Vương Tổ Lam, La Mẫn Trang                                                                                                | 27         | Drama                   |                                                                       |
| 11/01– 12/02     | Ngũ vị nhân sinh     | The Season of Fate     | 25     | Quách Tấn An, Quan Vịnh Hà, Mễ Tuyết, Lawrence Ng Wai-kwok, Quách Chính Hồng, Giang Mĩ Nghi, Lương Liệt Duy, La Mẫn Trang, Ngao Gia Niên, Dương Tú Huệ                                                   | 27         | Lịch sử                 |                                                                       |
| 16/02– 16/03     | Người chồng lý tưởng | My Better Half         | 20     | Miêu Kiều Vĩ, Trương Mạn Ngọc, Tạ Thiên Hoa, Lý Ỷ Hồng, Quách Tử Kiện, Vương Quân Hinh, Tào Mẫn Lị, La Mẫn Trang, Lương Liệt Duy                                                                         | 26         | Hài kịch                | Official website                                                      |
| 17/03– 18/04     | Thiết mã phục thù    | A Fistful of Stances   | 25     | Trịnh Gia Dĩnh, Dương Di, Mã Quốc Minh, Nguyên Thu, Dương Tư Kì, Lý Thi, Đường Thi Vịnh, Hồ Định Hân, Lâm Gia Hoa                                                                                        | 29         | Lịch sử, Võ thuật       | Official website                                                      |
| 19/04– 22/05     | Phép nhiệm mầu       | Fly with Me            | 25     | Thái Thiếu Phân, Trần Hào, Tào Vĩnh Liêm, Hoàng Đức Bân | 27         | Hài kịch, Siêu anh hùng | Official website                                                      |
| 24/05– 25/06     | Vụ án bí ẩn          | The Mysteries of Love  | 25     | Lâm Phong, Dương Di, Mã Quốc Minh, Liêu Bích Nhi | 32         | Drama, Trinh thám       | Official website                                                      |
| 28/06– 23/07     | Ngã ba đường tình    | When Lanes Merge       | 20     | Trịnh Tắc Sĩ, Hoàng Hạo Nhiên, Từ Tử San, Quách Thiện Ni, Lý Hương Cầm, Tào Vĩnh Liêm | 31         | Drama                   |                                                                       |
| 26/07– 20/08     | Hạnh phúc đắng cay   | Beauty Knows No Pain   | 20     | Mễ Tuyết, Trương Khả Di, Mã Đức Chung, Đằng Lệ Danh, Lâm Gia Hoa, Trần-Trận Quốc Bang | 28         | Drama                   |                                                                       |
| 23/08– 3/10      | Công chúa giá đáo    | Can't Buy Me Love      | 32     | Xa Thi Mạn, Trần Hào, Chung Gia Hân, Hoàng Hạo Nhiên, Trần Pháp Lạp, Mã Quốc Minh, Quan Cúc Anh, Lý Hương Cầm, Nguyễn Triệu Tường, Lý Thi, Trần Mẫn Chi, Joseph Lee, Hàn Mã Lợi, Huệ Anh Hồng, Tuyết Tâm | 34         | Cổ trang, Hài kịch      | Official website Lưu trữ ngày 23 tháng 3 năm 2016 tại Wayback Machine |
| 4/10– 29/10      | Độc tâm thần thám    | Every Move You Make    | 20     | Lâm Bảo Di, Điền Nhị Ni, Hoàng Tông Trạch, Lê Nặc Ý, Chu Mĩ Hân, Jack Hui, Trần Nhân Mĩ, Tuyết Tâm, Yu Yang                                                                                              | 31         | Trinh thám, Cảnh sát    |                                                                       |
| 1/11– 11/12      | Hình cảnh            | Gun Metal Grey         | 30     | Huỳnh Nhật Hoa, Miêu Kiều Vĩ, Tuyên Huyên, Hồ Định Hân, Vương Hạo Tín | 30         | Trinh thám, Cảnh sát    | Official website                                                      |
| 13/12– 7/01/2011 | Sự cám dỗ nguy hiểm  | Links to Temptation    | 20     | Mã Tuấn Vĩ, Trần Pháp Lạp, Mông Gia Tuệ, Hoàng Đức Bân, Lý Tư Tiệp, Hồng Thiên Minh | 28         | Drama                   |                                                                       |